# 明德雨花实验中学
明德雨花实验中学，原名长沙市第三十七中学，位于中華人民共和國湖南省首府长沙市的雅塘村，创立于1984年，是一个公办中学，首任校长为赵静茹女士。
其校有初中部与高中部，初中部班次信息不详，高中部分为明德班（即重点班）与平行班（即普通班）。
其校2015年与明德集团开始联合办学，使得其校师资力量得到改善，其时将校名变更为明德雨花实验中学。

## 学校环境及校风
学校占地8万平方米。

## 学校设施
目前学校有教学楼3栋、办公楼1栋（与高二高三教学楼相连）、宿舍楼3栋（学生宿舍1栋，教职工公寓2栋）。有一个较大的篮球场、一个小的足球场地。操场较小，因此无法开展较正式的运动会，且每次做操时只能在篮球场上及足球场上做操。
目前每班基本配备电子白板一个（部分已损坏），NEC VGA分辨率投影仪一个，以及方正牌电脑一台，配有方正软件保护卡、Intel Pentium 4 CPU、2G RAM、500G HDD硬盘以及50Mbps 互联网连接。
学校食堂前为自办，2018年第一季度时学校招标，一本佳餐饮公司竞标成功。对于食堂，在竞标前学生评价较差，竞标后学生中评价转向中等，菜品较之前丰富，但取餐效率下降导致整体评价不高。
因仅高二高三教学楼以及办公楼有厕所，学校配有一个公共厕所供初中部学生以及，以至于学生如厕较为不便。
高一所处的教学楼一楼配备有约14台直饮型净水机，分两边排放。日新楼与所连教学楼基本没有净水机。高三教学楼每层楼配备有4台直饮型净水机。
学校分为两门，其中新门为2016年前后修筑。老门及周边围墙为学生购买流动摊贩食品的最佳去处。
学校宿舍楼分设施较为陈旧，常有生活用水无法供应的问题，使得学生洗漱较困难。每个宿舍内配有2个厕所兼澡室。